# El Carpio
El Carpio település Spanyolországban, Córdoba tartományban. El Carpio Villafranca de Córdoba, Adamuz, Pedro Abad, Bujalance és Córdoba községekkel határos. Lakosainak száma 4325 fő (2024).

## Népesség
A település népessége az elmúlt években az alábbi módon változott:
| Lakosok száma | 4461 | 4473 | 4477 | 4605 | 4590 | 4516 | 4500 | 4383 | 4382 | 4325 |
|               | 2001 | 2004 | 2006 | 2009 | 2011 | 2014 | 2016 | 2019 | 2021 | 2024 |